# Princess Tower
A Princess Tower é um arranha-céus residencial atualmente em construção na cidade de Dubai, Emirados Árabes Unidos. A construção desse edifício começou no ano de 2006 e está previsto que finalize no ano 2011 com uma altura de 414 metros e 101 andares. Inicialmente planejou-se construir o edifício residencial mais alto do mundo superando a Torre Eureka de 297 metros e a Q1 Tower na Austrália, esta última com 322 metros, mas devido ao boom imobiliario de Dubai, à medida que se apresentavam novas propostas , seu número de andares se reduziu de 109 a 101, para poupar gastos. O projeto que a suplantou em Dubai foi o Pentominium com 516 metros, que por sua vez será ultrapassado pelo Chicago Spire de Santiago Calatrava, que converterá-se no arranha-céus residencial mais alto do mundo. Quando acabar sua construção não se sabe se ostentará o recorde de prédio residencial mais alto, já que além do Pentominium e do Chicago Spire, a construção do 23 Marina que finalizará em 2008 rivalizará com o Princess Tower. A torre tem um estilo arquitetônico islâmico que pode ser notado em sua parte superior. O edifício contará ademais com 6 andares subterrâneos na base que servirão de estacionamento.
Quando concluído, terá os apartamentos mais caros do mundo, sendo que o melhor pode chegar a custar US$ 85,000,000.00 (mais ou menos R$ 190.000.000,00). O piso do hall de entrada do edifício será coberto com ouro branco, com os rejuntes feitos a ouro dourado (confirmado em Janeiro/2008 pela construtora). O lustre do hall de entrada será feito de diamantes, opalas, rubis, safiras e cristais (também confirmado em Janeiro/2008 pela construtora).

## Progresso atual
Atualmente, a torre já conta com 81 andares acima do solo, erguendo-se à uma altura de 302 metros.

## Galeria

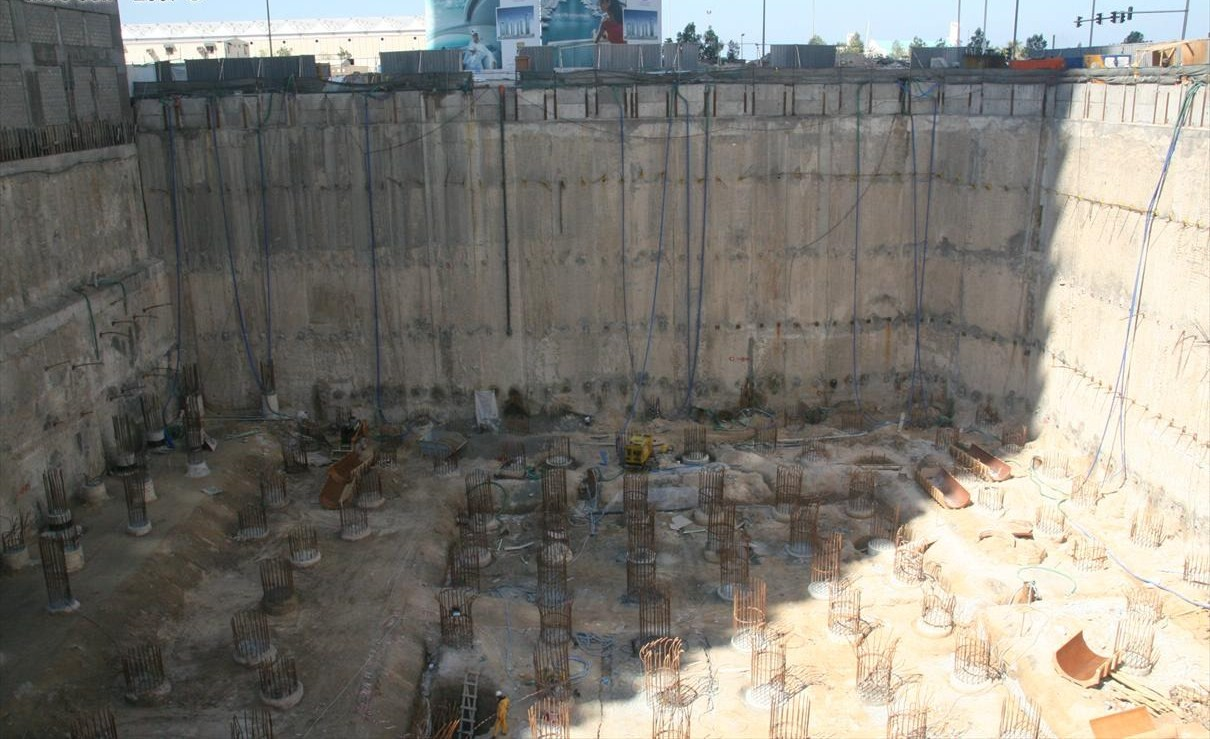
16 de fevereiro de 2007
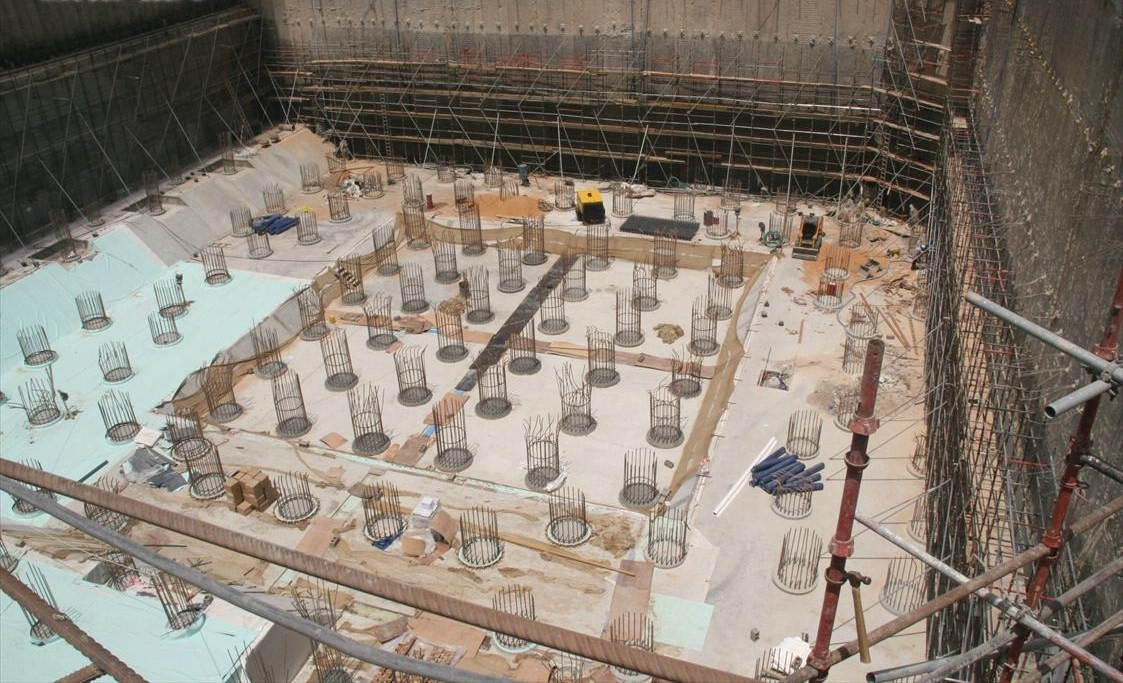
27 de abril de 2007
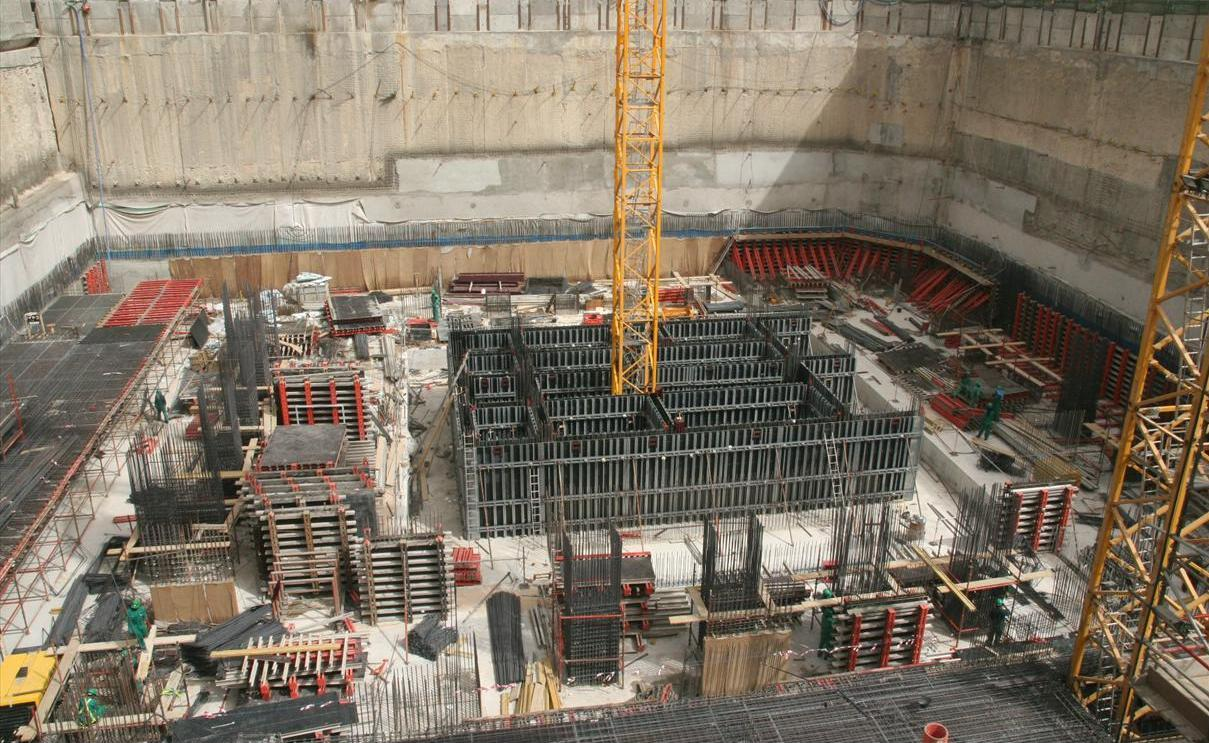
29 de junho 2007
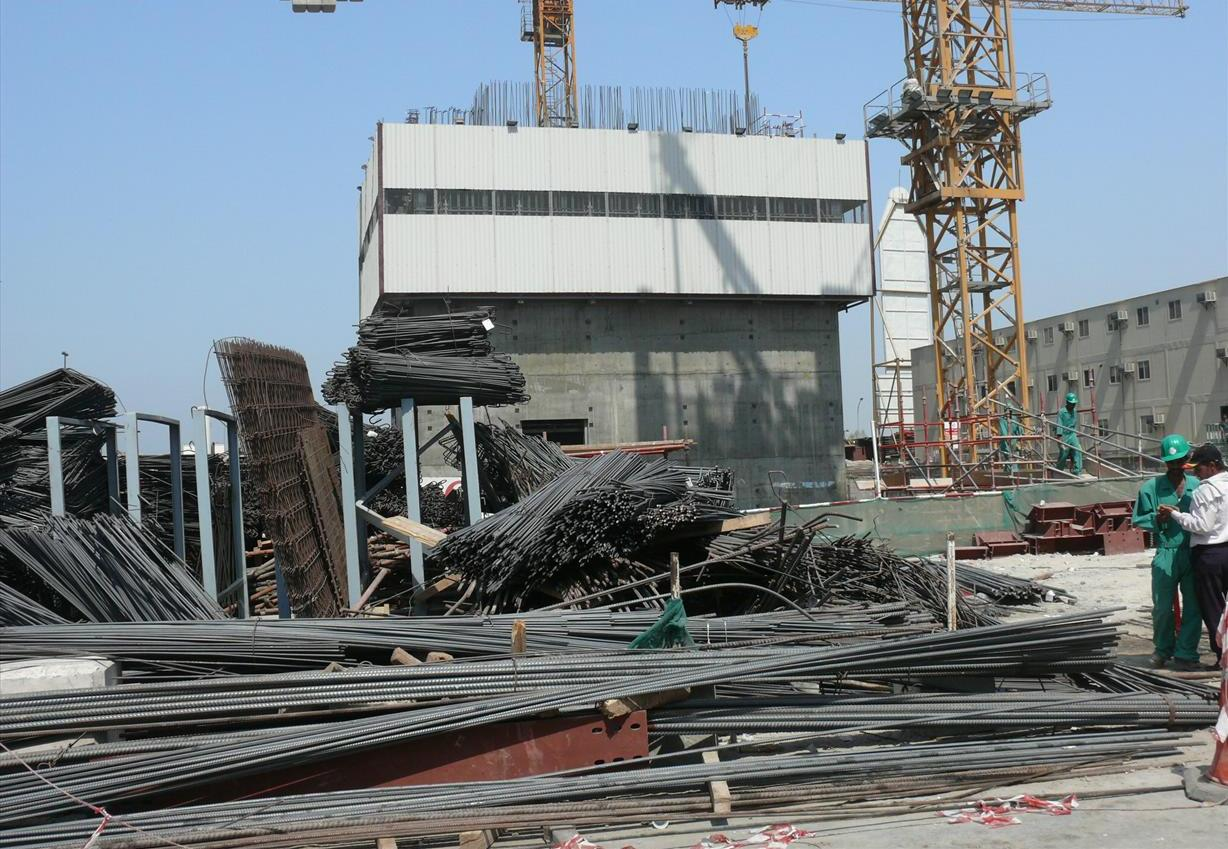
21 de setembro de 2007